# 伊比利亚美洲
伊比利亚美洲（西班牙語：Iberoamérica）是指使用西班牙语和葡萄牙语的所有美洲国家和地区的总称，它们曾经都是西班牙或葡萄牙的殖民地，属于西班牙殖民帝国或葡萄牙殖民帝国的一部分，并且在各方面、尤其是在文化方面深受原宗主国西班牙或葡萄牙的影响，例如它们的官方语言都是西班牙语或葡萄牙语，主要宗教都是天主教。由于西班牙和葡萄牙本土都位于欧洲的伊比利亚半岛，伊比利亚美洲由此得名。
也有另外一种把伊比利亚美洲的概念扩展的说法，认为与上述伊比利亚美洲国家和地区相似的国家，包括原宗主国西班牙和葡萄牙在内，都属于广义的伊比利亚美洲范畴。也有说法，因为安道尔也位于伊比利亚半岛，且其通用语言也是西班牙语，其官方语言加泰罗尼亚语在西班牙部分地区也是官方语言，其主要宗教也是天主教，所以安道尔也被归于广义的伊比利亚美洲。但一般不把说英語的伯利兹和美国南部等州份和地区归为伊比利亚美洲。

## 概述
伊比利亚美洲的概念是从19世纪后叶开始使用的，它指的是那些曾经是西班牙和葡萄牙殖民地的美洲国家，而原宗主国西班牙和葡萄牙在一些情况下也被归于这个概念之内，比如后来的伊比利亚美洲国家组织就包括了西、葡两国。
“伊比利亚”指的是欧洲的伊比利亚半岛，它由西班牙、葡萄牙、安道尔三国和直布罗陀组成。狭义上的伊比利亚美洲由使用西班牙语的美洲国家和地区（西班牙语美洲）以及使用葡萄牙语的巴西组成，几乎包括了整个拉丁美洲。但伊比利亚美洲不包括使用法语的海地、法属圭亚那、马提尼克和瓜德罗普等拉美国家和地区，也不包括使用其他非拉丁语族语言（如英语、荷兰语）的拉美国家和地区（如圭亚那、苏里南、特立尼达和多巴哥等），因为这些地区的原宗主国法国、英国、荷兰等不在伊比利亚半岛。
最狭义的拉丁美洲（只包括西语和葡语区）和狭义的伊比利亚美洲（不包括欧洲的西、葡、安）范围相同。
作为原来该地区最大的宗主国，西班牙与伊比利亚美洲国家有特殊传统关系，把发展与该地区国家的关系作为其外交政策的重点，主张建立伊比利亚美洲共同体，积极倡导并参与伊比利亚美洲首脑会议。在西班牙国王胡安·卡洛斯一世的倡议下，自1990年代以来，包括欧洲的西、葡、安三国在内的伊比利亚美洲国家开始努力达成每两年召开一次峰会的目标。

## 国家和人口
- 西班牙语国家和地区（超过4亿人)

 阿根廷 38,747,000
 玻利维亚 9,182,000
 智利 16,295,000
 哥伦比亚 45,600,000
 哥斯达黎加 4,401,000
 古巴 11,269,000
 多米尼加共和国 8,895,000
 厄瓜多尔 13,228,000
 萨尔瓦多 6,881,000
 洪都拉斯 7,205,000
 危地马拉 12,599,000
 墨西哥 107,029,000
 尼加拉瓜 5,487,000
 巴拿马 3,232,000
 巴拉圭 6,158,000
 秘鲁 27,968,000
 波多黎各（美国拥有联邦自治领地地位的无建制领地） 3,955,000
 西班牙 44,708,000（包括750万加泰罗尼亚语使用者）
 乌拉圭 3,463,000
 委内瑞拉 26,749,000
- 葡萄牙语国家（约2亿人）

葡萄牙语世界

 巴西 186,405,000
 葡萄牙 10,495,000
- 加泰罗尼亚语国家[2]（不包括拥有750万加泰罗尼亚语人口的西班牙）

 安道尔 69,150

## 语言

狭义的伊比利亚美洲

伊比利亚美洲国家和地区的官方语言都是西班牙语、葡萄牙语或加泰罗尼亚语，而在部分国家和地区也存在着其他官方或非官方的少数民族语言：
- 艾马拉语，玻利维亚和秘鲁部分地区的官方语言。
- 阿斯图里亚语，通行于西班牙和葡萄牙部分地区。
- 加利西亚语，西班牙加利西亚地区的官方语言。
- 瓜拉尼语，巴拉圭、玻利维亚和阿根廷部分地区的官方语言。
- 马普切语，通行于智利和阿根廷部分地区。
- 玛雅语系诸语言，墨西哥部分地区的官方语言。
- 纳瓦特尔语，通行于中部美洲。
- 克丘亚语，秘鲁、玻利维亚和厄瓜多尔部分地区的官方语言。
- 巴斯克语，西班牙巴斯克和纳瓦拉地区的官方语言。